# Jorge Elías Adoum
Jorge Elías Francisco Adoum alias Mago Jefa (10 de marzo de 1897 - 4 de mayo de 1958) de origen libanés, emigró a Ecuador, donde realizó traducciones del árabe al español, pintó, esculpió, compuso música, practicó medicina natural y escribió más de 40 volúmenes sobre ciencias ocultas, esoterismo y masonería que firmó con el seudónimo de "MAGO JEFA".
También tenía una práctica privada para el hipnotismo, el magnetismo y la sugerencia, e hizo numerosas curaciones consideradas milagrosas en su tiempo. Desde 1945 viajó a Chile, Argentina y Brasil. Murió en Río de Janeiro en 1958 a los 61 años. Fue el padre del novelista ecuatoriano Jorge Enrique Adoum.

## Obras
Entre las obra más reconocidas del escritor se encuentran: 
- 20 días en el mundo de los muertos[4]
- Pueblo de las mil y una noches
- Bautismo del Dolor[5]
- Adonay: novela iniciática del Colegio de los Magos[6]
- Del sexo a la divinidad[7]
- El Maestro Secreto[8]
- El génesis reconstruido[9]
- La Magia del Verbo[10]
- La zarza de Horeb[11]
- Llaves del Reino Interno[12]
- Maestro Masón
- Maestro de los Nueve
- Poderes o Libro que Diviniza
- Yo Soy[13]
- Mago Jefa
- El reino
- Adonai
- El Aprendiz y su misterios, 1999[14]
- El Compañero y sus misterios: Segundo grado[15]
- El maestro masón y sus misterios[16]
- La revelación del apocalipsis